# Luvua
Il fiume Luvua è un fiume della Provincia di Katanga situato nella Repubblica Democratica del Congo. È emissario del Lago Mweru posto sul confine tra Zambia e Repubblica Democratica del Congo. Scorre in direzione nord-ovest per una lunghezza di 350 km fino alla sua confluenza con il fiume Lualaba vicino alla città di Ankoro. Il Luvua e il Lualaba sono parte del sistema fluviale del fiume Congo. Nel suo corso inferiore è navigabile per 160 km.